# Eupithecia lunatica
Eupithecia lunatica es una especie de polilla de la familia Geometridae. La especie fue descrita por primera vez por András Mátyás Vojnits habiendo sido descrita en 1992, con distribución en China. Tiene gran parecido a otra especie de la provincia, la Eupithecia egena.

## Distribución
Esta especie solo ha sido descrita en la provincia de Yunnan. El holotipo fue descrito en los alrededores de Dequen en el sector A-tun-tse, a una altitud de 4000 metros (13 123,4 pies) sobre el nivel del mar.

## Descripción
La superficie dorsal de las alas anteriores es de marrón rojiza con líneas transversas marrón oscuro y oblicuas. Cuenta con una línea subterminal blanquecina. El punto discal es oscuro y grande. Las alas posteriores con  marrón pálido con escamas marrón oscuro y marrón rojizo claro.
Es una especie univoltina desde julio hasta comienzos de septiembre.